# Vía Israel (Panamá)
La Vía Israel 1126, más conocida como Calle Israel o simplemente Vía Israel, es una carretera y autopista de la Ciudad de Panamá, que comienza en el Multiplaza y termina en donde se separan la Panamericana y el Corredor Sur. Es una de las calles más emblemáticas de todo el Centro de Convenciones Atlapa, en San Francisco, solo por detrás de la Panamericana, Corredor Sur y la Calle 50. Otras calle emblemática cercana es la Avenida Balboa.  Es atravesada por el linaje de buses más importante de todo Panamá, los Metrobús. Solo se sabe que fue inaugurada en 1998. Edificios emblemáticos están en la vía: el F&F Tower, la Torre Trump (el edificio más alto de Panamá), la Torre Credicorp Bank, etc.